# Prophasiopsis polita
Prophasiopsis polita är en tvåvingeart som beskrevs av Townsend 1927. Prophasiopsis polita ingår i släktet Prophasiopsis och familjen parasitflugor. Inga underarter finns listade i Catalogue of Life.